# Prison Sex
«Prison Sex» (укр. Тюремний секс) — пісня американського рок-гурту Tool, другий сингл з альбому Undertow 1993 року

## Про пісню
При проблемах гляньте в довідку.Другим синглом з дебютного альбому Tool Undertow стала пісня «Prison Sex» — п'ятихвилинна композиція, зіграна в заниженому гітарному строї Drop B. Вона належить до жанру альтернативного року, але також містить елементи популярного в ті часи гранджу та фанк-року. Текст пісні присвячений домашньому насильству, й підкреслює, що дитина, яка пережила жорстоке поводження, потім сама може стати аб'юзером.  
Автором відеокліпу на пісню став гітарист Tool Адам Джонс. Він брав участь і в створенні попереднього кліпу на пісню «Sober», зробивши для нього мультиплікаційну анімацію, але цього разу став повноцінним режисером. Представники лейблу Zoo Entertainment спочатку відмовлялися фінансувати черговий анімаційний кліп, в якому не буде зображено музикантів гурту, але врешті решт погодилися випустити його. Головними героями кліпу є два фантастичних створіння: гуманоїдна фігура в чорному шкіряному одязі, схожа на персонажа Ганса Гігера, що тримає під замком безногу ляльку. Хазяйка ніби грає, ніби знущається з безпорадної істоти, і врешті решт та також стає жорстокою. Попри майстерне виконання відеокліпу і, всупереч назві, відсутність жодних сцен сексу, на телеканалі MTV відмовилися його транслювати.

## Місця в хіт-парадах
| Хіт-парад                                 | Найвища позиція | Рік  |
| ----------------------------------------- | --------------- | ---- |
| Велика Британія (Official Charts Company) | 81              | 1994 |
| США (Mainstream Rock) (Billboard)         | 32              | 1994 |
| США (Hot Rock Songs) (Billboard)          | 18              | 2019 |